# 病害虫発生予察情報
病害虫発生予察情報（びょうがいちゅうはっせいよさつじょうほう）とは、水稲や果樹などの農産物に被害を与える、病害や害虫などの発生状況に関して、状況報告や注意喚起のために発表される情報。各都道府県の病害虫防除所にあたる担当部局の長が、農業改良普及センターや農業協同組合等に対して発表するもの。ただ、県によっては農薬のテレビコマーシャルでも報じられることから、農業者以外の一般人でも「○○注意報」「○○警報」（○○には病害虫名が入る。例:「カメムシ注意報」）などを知るものは多い。
情報体系は都道府県によって異なるが、主に（深刻さが低い順に）予報、注意報、警報、特殊報の4種類がある。少なくとも1か月に1回発表され、ほかに発生の予兆や報告などがあれば随時発表される。
発表後は、関係者から農業者に対し、効果的な農薬の使用時期、使用方法、畦や土手の草刈りを行う時期などが指示される。

## 対象
都道府県によって主要な農産物が異なるため、情報を出している農産物も、病気や害虫も異なる。

### 農産物
農産物では、米、麦類（大麦、小麦）、豆類、各種野菜類、各種果樹類、各種花卉類が対象となる。林業関係は都道府県や国の担当部局、畜産関係は家畜保健衛生所が担当するため、対象外。

### 病害虫
病気
赤かび病、灰色かび病、いもち病、うどんこ病、べと病などが対象。
害虫
イナゴ、ウンカ、カメムシ、アブラムシ、コナガ、コクゾウムシ、ハムシ、ゾウムシ、ダニ類などが対象。
- カメムシ
  - ホソハリカメムシ（水稲）
  - クモヘリカメムシ（水稲）
  - シラホシカメムシ（水稲）
  - ツヤアオカメムシ（果樹）
  - チャバネアオカメムシ（果樹）

## 調査と発表基準
担当部局をはじめ、調査機関（農業研究センター、農協など）に委託したり、一般農家にも情報や調査場所の提供といった協力を要請したりして、病害虫の発生した場所、発生した作物、病害虫の種類、日時などを集計する。調査の具体的手法は都道府県により異なるが、誘因トラップ、水面の掬い取りなどを通じて定点観測を行うのが一般的である。予報、注意報、警報などは一定の頭数を超過した際に発表される。発生に季節性があるものは季節により基準を変えたりする。発生が少ないものは基準の発生数が少なく、被害が甚大で拡大が速いものは報告が1件であっても発表される場合がある。 